# Arnošt Hofbauer

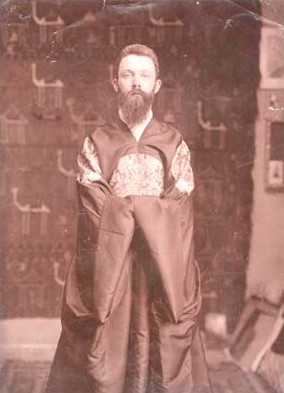
Arnošt Hofbauer in seinem Atelier (nach 1906)

Arnošt Václav Rudolf Hofbauer (* 26. April 1869 in Prag; † 11. Januar 1944 ebenda) war ein tschechischer Maler, Grafiker und Illustrator. Er gehörte einer Künstlergeneration an, die sich von der Pariser Moderne inspirieren ließ und deren Stilrichtungen vom Impressionismus über den dekorativen Jugendstil bis zum Symbolismus reichten.

## Leben
Arnošt Hofbauer studierte an der Prager Kunstgewerbeschule bei František Ženíšek und anschließend an der Akademie der bildenden Künste bei Vojtěch Hynais und Maxmilián Pirner. Anfang der sechziger Jahre begann er seine künstlerische Laufbahn und widmete sich der Bildhauerei, der freien Grafik und der Malerei. Im Jahr 1897 zog er nach Wien, wo er seinen Lebensunterhalt mit der Bemalung von Theaterkulissen verdiente. Später unternahm er Studienreisen in verschiedene europäische Länder. Arnošt Hofbauer war Gründungsmitglied der SVU Mánes und arbeitete in der Redaktion der Zeitschrift Volné směry. Er war als Grafiker tätig und entwarf Plakate für Ausstellungen des SVU Mánes.

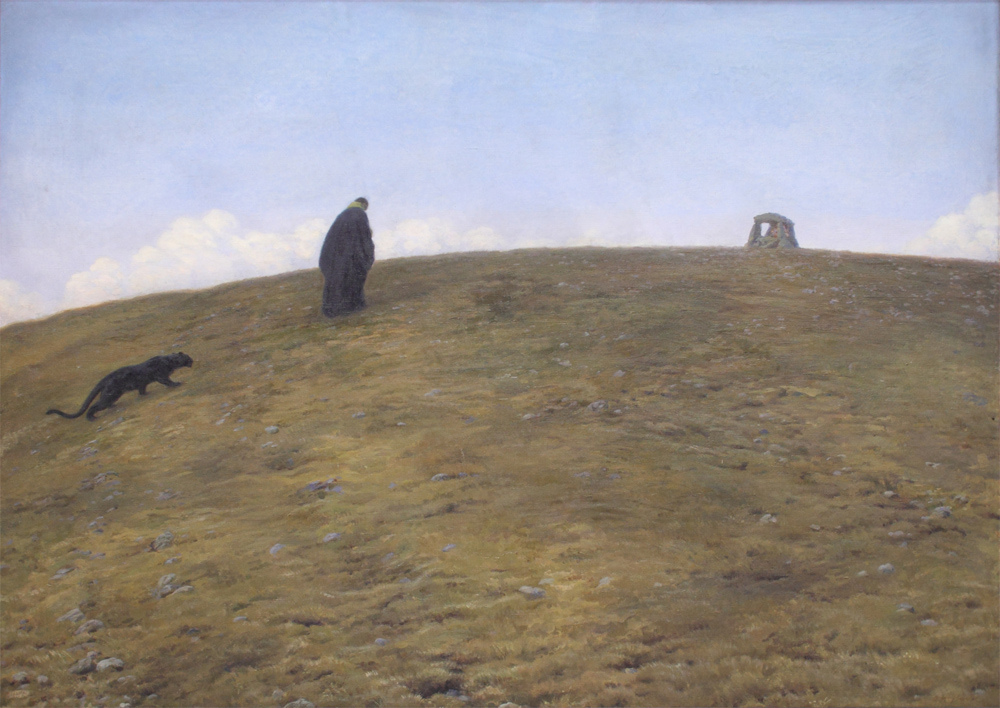
Arnošt Hofbauer: Poutník (Pilger, entstanden 1905) – eine Figur, die sich langsam einem Dolmen nähert, wird von einem schwarzen Panther verfolgt. Das Motiv verweist auf die zeitgenössische Literatur – auf die Figur des einsam wandernden Künstlers, der vergeblich seinen Platz in der Welt sucht. Nationalgalerie Prag

Um 1930 entstand ein ganzer Zyklus von Gemälden, die sich durch kräftige Farben und pastosen Farbauftrag auszeichnen. Arnošt Hofbauer experimentierte mit modernistischen und traditionellen Ansätzen. Zu seinen bekanntesten Gemälden gehören die symbolistischen Werke „Eisberg vor Sonnenaufgang“ und „Poutník (Pilger)“. Arnošt Hofbauer starb am 11. Januar 1944 in Prag. Die ursprünglich vom SVU Mánes geplante Ausstellung zum 75. Geburtstag des Künstlers wurde schließlich zu einer posthumen Ausstellung. Die Ausstellung umfasste 300 Werke, darunter 169 Ölgemälde.